# Tshulia litorea
Tshulia litorea — викопний вид птахів невідомого таксономічного статусу, який мешкав у палеоцені. Скам'янілі рештки знайшли на території Казахстану у 1988 році.